# NGC 3628
| Galáxia espiral NGC 3628 |                                                                     |
|                          |                                                                     |
| Dados do catálogo:       |                                                                     |
| Classificação do objeto: | Sb                                                                  |
| Brilho superficial       | 13,5                                                                |
| Massa (Sol=1)            | ----                                                                |
| Outras denominações:     | UGC 6350, MCG+02-29-020, CGCG 067.058, H V-8, h 859, PGC 34697, etc |

NGC 3628 é uma galáxia espiral localizada a cerca de trinta e cinco milhões de anos-luz (aproximadamente 10,73 megaparsecs) de distância na direção da constelação de Leão. Possui uma magnitude aparente de 9,6, uma declinação de +13º 35' 20" e uma ascensão reta de 11 horas, 20 minutos e 16,9 segundos.
A galáxia NGC 3628 foi descoberta em 8 de Abril de 1784 por William Herschel.